# Cichlasoma bocourti
Cichlasoma bocourti es una especie de peces de la familia Cichlidae en el orden de los Perciformes.

## Morfología
Los machos pueden llegar alcanzar los 20 cm de longitud total.

## Distribución geográfica
Se encuentra en Belice y en la zona atlántico  de Guatemala. 